# Масиси, Мокветси
Доктор Мокветси Эрик Кибетсве Масиси (англ. Dr. Mokgweetsi Eric Keabetswe Masisi; род. 21 июля 1962, Ботсвана) — вице-президент Ботсваны с 12 ноября 2014 до 1 апреля 2018 года, пятый президент Ботсваны с 1 апреля 2018 года по 1 ноября 2024 года. Он также занимал пост министра образования с 2014 года, а ранее он был министром по делам Президента и государственному управлению с 2011 по 2014 год. Был впервые избран в парламент в 2009 году.

## Жизнь и карьера
Мокветси Масиси был сыном Эдисона Сетлхомо Масиси (1923—2003), который долгое время был депутатом.  Масиси вырос в Габороне, посещал начальную школу Торнхилл и школу Maru A Pula. В школе он занимался футболом и теннисом, но в конечном итоге нашел актерство своим призванием. В 1984 году он получил признание за его изображение главной роли в производстве Габороне крик любимой страны, и получил высокую оценку от посещения Алан Патон за его выступление. В 1980-х годах он снимался в многочисленных театральных постановках, а также снимался в южноафриканских фильмах.
В 1980-х годах Масиси стал преподавателем социальных наук в средней школе в течение нескольких лет после окончания университета Ботсваны в 1984 году на факультете английского языка и истории. Затем он преподавал в средней школе Мманааны в 1984 году в деревне Мошупа, а в 1987 году перешёл в университет Ботсваны в качестве специалиста по разработке учебных программ. В 1989 году он поступил в университет штата Флорида для получения степени магистра в области образования, после чего был принят на работу в ЮНИСЕФ в Ботсване.
Масиси безуспешно добивался выдвижения кандидатуры правящей Демократической партии Ботсваны (ДПБ) для избрания в избирательный округ Мошупа на всеобщих выборах 2004 года. Вместе с тем он получил кандидатуру БПР на то же место до всеобщих выборов 2009 года и получил это место. Он был незамедлительно назначен помощником министра по делам Президента и государственной администрации в октябре 2009 года. После немногим более года работы помощником министра он был назначен министром по делам Президента и государственной администрации в январе 2011 года. Масиси стал министром образования и развития навыков Ботсваны в качестве исполняющего обязанности в апреле 2014 года; он был переизбран на свое место в парламенте в октябре 2014 года, и он был назначен министром образования и развития навыков 28 октября 2014 года.
Масиси был назначен Президентом Яном Кхамой вице-президентом Ботсваны 12 ноября 2014 года, оставаясь на посту министра образования. На посту вице-президента стало ясно, что он сменит Яна Кхаму в 2018 году на посту главы государства.
5 июля 2017 года Президент Кхама назначил Масиси ректором университета Ботсваны.
1 апреля 2018 года он был приведен к присяге в качестве пятого президента Ботсваны. После того, как он занял пост президента, бывший президент Ян Кхама покинул правящую Демократическую партию Ботсваны (БДП) и основал Патриотический фронт Ботсваны (БНФ). Хама раскритиковал Масиси за снятие запрета на охоту на слонов и назвал его решение назначить Масиси своим преемником «ошибкой».

## Политические взгляды
Некоторые обвиняют Масиси в том, что он придерживается авторитарных взглядов и способствует подрыву демократии в Ботсване. Сюда входит бывший президент Ян Кхама, который сказал, что Масиси «подавлял инакомыслие». В интервью Financial Times Кхама сказал, что репутация Ботсваны подрывается на местном и международном уровне и что демократия находится в упадке. Когда в 2020 году разразилась пандемия COVID-19, чрезвычайные полномочия позволили Масиси править указом в течение шести месяцев.
Масиси поддерживает охоту на слонов в Ботсване и считает, что разрешив некоторую торговлю слоновой костью, страна получит больше средств. В 2019 году он подарил национальным лидерам Намибии, Замбии и Зимбабве табуреты, сделанные из слоновьих лап, что вызвало некоторую критику со стороны международных СМИ.
Масиси отменил запрет на охоту на слонов, введённый его предшественником, и отменил политику Ботсваны по борьбе с браконьерством.

## Личная жизнь
В 2002 году Масиси женился на Нео Масваби, бухгалтере, которая позже работала в Организации Объединённых Наций в Нью-Йорке и Аддис-Абебе. В совместной жизни у них родилась дочь.